# Lông rễ

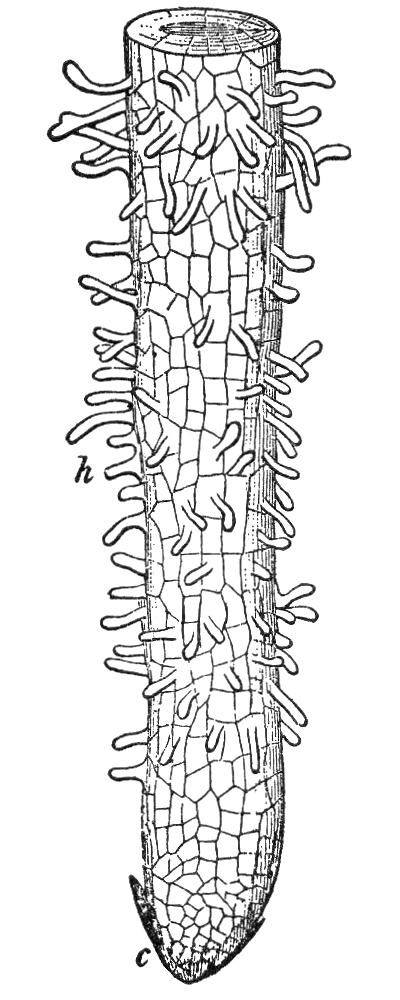
Hình vẽ đầu rễ, cho thấy những sợi lông non

Lông rễ , hoặc lông hấp thụ, rễ giả của một loại thực vật có mạch, là sự phát triển hình ống của một luồng lông, một tế bào hình thành tóc trên lớp biểu bì của rễ cây. Vì chúng là phần mở rộng bên của một tế bào duy nhất và chỉ hiếm khi phân nhánh, chúng có thể nhìn thấy bằng mắt thường và kính hiển vi khi có đủ ánh sáng. Chúng chỉ được tìm thấy trong khu vực trưởng thành của rễ. Ngay trước và trong quá trình phát triển tế bào chân tóc, có hoạt tính phosphorylase tăng cao.

## Chức năng
Các sợi lông rễ là nơi hấp thụ nước nhiều nhất. Chúng dài và vì vậy chúng có thể xâm nhập giữa các hạt đất, và ngăn chặn các sinh vật vi khuẩn có hại xâm nhập vào cây thông qua các mạch xylem. Chúng có diện tích bề mặt lớn để hấp thụ nước. Tăng diện tích bề mặt rễ giúp cây trồng hiệu quả hơn trong việc hấp thụ chất dinh dưỡng và thiết lập mối quan hệ với vi khuẩn. Mặt cắt ngang của tế bào lông rễ: hình dạng gần như hình chữ nhật với đuôi dài, mỏng kéo dài sang phải và một nhân ở phía trên bên trái. Nước đi từ nước trong đất đến tế bào chất của tế bào chân lông bằng hình thức thẩm thấu. Điều này xảy ra bởi vì nước trong đất có tiềm năng nước cao hơn tế bào chất của tế bào rễ. Chức năng của lông rễ là thu thập các chất dinh dưỡng như nước và khoáng chất có trong đất và đưa dung dịch này lên qua rễ đến phần còn lại của cây. Vì các tế bào lông rễ không thực hiện quá trình quang hợp nên chúng không chứa lục lạp.

## Sự hình thành
Tế bào lông rễ mọc ra ở đầu rễ của cây. Các tế bào lông rễ khác nhau có đường kính từ 15 đến 17 micromet và chiều dài từ 80 đến 1.500 micromet. Chúng chỉ được tìm thấy trong khu vực trưởng thành, và không phải là khu vực kéo dài, có thể bởi vì bất kỳ sợi lông nào phát sinh được cắt ra khi rễ kéo dài và di chuyển trong đất. Lông rễ mọc nhanh, ít nhất 1μm / phút, khiến chúng đặc biệt hữu ích cho nghiên cứu về sự mở rộng tế bào.

## Tầm quan trọng
Lông rễ tạo thành một bề mặt quan trọng vì chúng cần thiết để hấp thụ hầu hết nước và chất dinh dưỡng cần thiết cho cây. Chúng cũng tham gia trực tiếp vào sự hình thành các nốt sần ở cây họ đậu. Những sợi lông rễ cuộn quanh vi khuẩn cho phép hình thành một sợi nhiễm trùng xuyên qua các tế bào vỏ phân chia để hình thành nên nốt sần.
Có diện tích bề mặt lớn, do đó sự hấp thu tích cực của nước và khoáng chất qua lông rễ có hiệu quả cao. Tế bào chân rễ cũng tiết ra axit (H + từ axit malic) giúp trao đổi và giúp hòa tan các khoáng chất thành dạng ion, làm cho các ion dễ hấp thụ hơn.

## Tồn tại
Tế bào lông rễ có thể tồn tại trong 2 đến 3 tuần  và sau đó chết đi, đồng thời các tế bào lông rễ mới liên tục được hình thành ở đầu chân rễ. Bằng cách này, độ che phủ của lông rễ vẫn như cũ. Khi một tế bào rễ mới phát triển, nó sẽ bài tiết chất độc để các tế bào khác ở gần nó không thể mọc một trong những sợi lông này. Điều này đảm bảo phân phối đồng đều và hiệu quả của các sợi lông thực tế trên các tế bào này.
Hành động tái trồng trong chậu hoặc cấy cây có thể khiến các tế bào chân rễ bị kéo ra, có lẽ ở một mức độ đáng kể, và do đó những cây như vậy có thể bị héo trong một thời gian.